# Monanthes filifolia
Monanthes filifolia är en fetbladsväxtart som beskrevs av Bañares. Monanthes filifolia ingår i släktet Monanthes och familjen fetbladsväxter. Inga underarter finns listade i Catalogue of Life.